# El Sol (pel·lícula)
El sol (rus: Сóлнце, Solntse) és un film biogràfic sobre l'emperador japonès Hirohito durant els darrers dies de la Segona Guerra Mundial. El film va ser dirigit per Alexandr Sokurov el 2005 i és la tercera entrega d'una triologia completada per Taurus (sobre Lenin) i Moloch (sobre Hitler).

## Argument
Japó veu com la seva derrota s'aproxima a les acaballes de la Segona Guerra Mundial mentre que Hirohito (Issei Ogata), el seu absort emperador, roman ancorat al passat mentre veu passar els dies clausurat a l'inexpugnable búnquer a sota el Palau Imperial de Tòquio.
Quan Japó ja ha ha perdut, el General de l'Exèrcit nord-americà Douglas MacArthur (Robert Dawson) és enviat al refugi de Hirohito amb la missió d'acompanyar a l'emperador a través de les ruïnes de Tòquio i conduir-lo a una reunió per parlar sobre la situació del país, ocupat pels aliats. Després de sopar i fumar junts cigars, els dos líders -de personalitats completament diferents- arriben a un acord i tot seguit Hirohito es retira de nou al seu quarter personal.
En un discurs públic dirigit a la nació, Hirohito admet els seus errors i renúncia al seu títol de divinitat. L'humiliat líder nipó, que per primer cop ha estat fotografiat i presentat públicament en una humil vestimenta de civil, vol consagrar-se a partir d'ara a la reconstrucció del seu devastat país. La seva incerta imatge, això no obstant, es debat entre passar a la història com un noble emperador o com un mer criminal de guerra.

## Repartiment
- Issei Ogata - Emperador Hirohito
- Robert Dawson - General Douglas MacArthur
- Kaori Momoi - Emperatriu Kojun
- Shiro Sano - Majordom
- Shinmei Tsuji - Majordom ancià
- Taijiro Tamura - Científic
- Georgi Pitskhelauri - Soldat sota el comandament de McArthur
- Hiroya Morita - Kantarō Suzuki
- Toshiaki Nishizawa - Mitsumasa Yonai
- Naomasa Musaka - Korechika Anami
- Yusuke Tozawa a- Kōichi Kido
- Kojiro Kusanagi - Shigenori Tōgō
- Tetsuro Tsuno - Yoshijirō Umezu
- Rokuro Abe - Soemu Toyoda
- Jun Haichi - Nobuyuki Abe